# Cantonul Sainte-Rose-2
Cantonul Sainte-Rose-2 este un canton din arondismentul Basse-Terre, Guadelupa, Franța.

## Comune
- Deshaies
- Sainte-Rose (parțial, reședință)